# بانکا آی‌ام‌آی
بانکا آی‌ام‌آی (انگلیسی: Banca IMI) شرکت سرمایه‌گذاری ایتالیایی است، که در سال ۱۹۳۱ تأسیس شد.